# گل‌های آبی (فیلم)
گل‌های آبی (به تامیلی: Neela Malargal) فیلمی محصول سال ۱۹۷۹ و به کارگردانی کریشنان-پانجو است. در این فیلم بازیگرانی همچون کمال حسن، سری دوی، ، میجر سوندراجان ایفای نقش کرده‌اند.